# Fender Twin
Fender Twin je gitarsko pojačalo koje je Fender proizveo 1952. godine, dvije godine prije nego što je počeo s prodajom Fender Stratocaster električne gitare. Ovaj model pojačala poznat je po izrazito čistom, karakterističnom "Fenderovom" tonu. Od samog početka prodaje Twin model je imao nekoliko unutarnjih i vanjskih korekcija, a svojim dizajnom uveliko varira od godine, do godine proizvodnje. Ista situacija je i s modelima: Fender Twin Reverb i Fender Twin Reverb II. Modeli Twin i danas su na glazbenoj sceni prisutni, što kroz reizdanja kao Twin Reverb '65, ili kao novi model Fender Cyber-Twin, koji je proizveden u siječnju 2001. godine. Mnogi poznati glazbenici i glezbene skupine koristili su (ili koriste) Fender Twin pojačala, kao što su: The Beatles, Jimi Hendrix, Eric Clapton i Kurt Cobian.

## Povijest
Leo Fender je 1953. pokrenuo dizajn za Twin modele pojačala koji će mu postati obrazac za industrijski standard proizvodnje u cijelom narednom desetljeću. Tako da je model Fender Twin tijekom godina proizvodnje prošao je kroz nekoliko temeljnih promjena. Izvorna verzija modela je kombo gitarsko cijevno pojačalo s: 2 x 12" zvučnicima, dvjema 6L6 cijevima u sekciji pojačala snage i efektivne snage 25W. Proizvodio se od 1953. – 1955. godine. Inače, model Twin je od početka proizvodnje, i početnih skromnih 25W snage (Wide Panel), do 1950. evoluirao do 50W (Narrow Panel), da bi već 1958. godine model (Tweed Twin) polučio 80W efektivne snage.
| Model                    | Godina proizvodnje | Elektronički krug-(model) | Cijevi u pojačalu                   | Cijevi u pretpojačalu                                            | Efektivna izlazna snaga | Konf. | Zvučnik                                        | Ispravljač                            |
| "Wide Panel"             | 1953. – 1955.      | 5C8 ili 5D8               | 5D8 2 x 6L6G 5C8 2 x 6L6, ili 5881. | za oba kanala: 2 x 6SC7 i 6J7 5C8, za oba kanala: 5D8, 2 x 12AY7 | 25W                     | kombo | 2 x 12", model Jensen P12 ili QJensen P12R     | cijev 2 x 5Y3GT 5Y3GT, 5C8, 5U4G 5D8, |
| "Narrow Panel"           | 1955. – 1957.      | 5E8, 5E8-A                | 2 x 6L6G,                           | 12AY7,                                                           | 50W                     | kombo | 2 x 12", 4Ω, model Jensen P12R ili Jensen P12Q | 2 x 5U4GA,                            |
| "Narrow Panel" (Big Box) | 1958. – 1960.      | 5F8, 5F8-A                | 4 x 5881                            | 12AX7,                                                           | 80 - 100W               | kombo | 2 x 12",4Ω, model Jensen P12N                  | 5F8, 5F8-A, GZ34, Mercury Vapor 83    |

### Tweed Twin
Modelima je 1958. godine izmjenit oblik u nešto veći volumen, a pridodane su i četiri učinkovitije 5881 cijevi u sekciju pojačala snage, što je u konačnici polučilo 80W izlazne snage.
Primjena tweed tkanine u oblaganju ploha kabineta, i ovakav dizajn modela bila je praksa do ranih '60ih, dok Fender nije pokrenuo liniju Professional Series i s njom napravio prijelaz na moderniji "brownface" dizajn.

### 1960.
Intenzitet proizvodnje Twin modela pojačala u periodu od siječnja, pa do svibnja 1960. godine nije točno poznat, a zbog oprečnog mišljena da je proizvodnja u tom periodu bila čak i prekinuta, drži i danas otvorene rasprave, studije i usaglašavanja mišljenja. U prilog "prekidu proizvodnje", stoji činjenica da je Fender unatoč tomu što je za potencijalne kupce zadržao slike iz kataloške prezentacije Twin modela, u tom kratkom periodu "stanke" ipak kao vodeći model (flagship model) predstavio svoj novi Fender Vibrasonic model pojačala.

### Blonde Twin
Fender je sredinom 1960. godine s Blonde Twin-om ponovo otpočeo s proizvodnjom Twin modela pojačala. Pri izradi modela primijenjen je novi estetski dizajn koji će postati prepoznatljiva nit među Fenderovim (s izuzetkom na Vibrasonic model) top-modelima. Nastavljajući s praksom '60-ih (po uzoru na Blonde Twin) 1961. godine u novo ruho obuhvaćeni su i modeli: Bandmaster, Bassman, i debitant među njima Showman model. Općenito, Twin pojačala u razdoblju od kraja 1960. – 1963. godine izrađivana su u različitim varijacijama: kako u vizualnom izgledu po boji modela, do različitih ugradbenih komponenti npr., zvučnika. U biti, veće estetske promjene u dizajnu na Twin modelima završile su 1963. godine s pojavom Twin Reverb modela pojačala.

## Fender Twin Reverb
Model Fender Twin Reverb je gitarsko cijevno pojačalo s dva 12" zvučnika. Model u izvornoj blackface verziji proizvodio se od 1963. – 1967. godine, a od 1968. – 1982. godine u silverface verziji. Za model Twin Reverb općenito je prihvaćen skraćeni izraz "Fender Twin", ili čak samo "Twin", no treba razlučiti da se tad ne misli na Tweed, ili Blonde seriju Twin pojačala, koja se uveliko razlikuje po elektroničkom sklopu i najbitnije - ovi modeli nemaju efekt reverb. U Fender Twin Reverb model pojačala najčešće su ugrađivani Jensen zvučnici, ali i Utahs modeli, (u tvorničkoj ugradbi) Oxford, a u kasnije modele CTS i Eminence modeli zvučnika. Fender Twin Reverb kao proizvod poznat je po kvaliteti cjelokupne svoje izvedbe, a smatra se i standardnim modelom pojačala za glazbenike koji teže ka "čistom" zvuku. U sve Twin Reverb modele ugrađeni su solid state ispravljači.

## Blackface
Fender je s modelom Twin Reverb (1963. – 1967.) prvi od proizvođača pojačala započeo jednu novu eru dizajna, i proizvodnje blackface modela, koji su u to vrijeme s 4Ω opterećenja zvučnika polučili do 85W izlazne snage. Model Reverb u standardnoj izvedbi bio je dizajniran s dodanom nagibnom stražnjom nogom, koja je glazbeniku omogućavala naginjanje pojačala pod željenim kutom unatrag, promovirajući time puno bolju distribuciju i čujnost svih izlaznih tonova (u odnosu na publiku), nego ako je pojačalo postavljeno u klasičnom uspravnom (niskom) položaju.

Tablični prikaz ugrađenih komponenti:

| Twin Reverb - Blackface | Twin Reverb - Blackface                               |
| ----------------------- | ----------------------------------------------------- |
| Elektronički krug       | AB763                                                 |
| Cijevi u pojačalu       | 4 x 6L6GC                                             |
| Cijevi u pretpojačalu   | 4 x 7025, 2 x 12AX7                                   |
| Dostupan                | kombo                                                 |
| Efektivna snaga         | 85W                                                   |
| Efekti                  | reverb i vibrato (tremolo)                            |
| Kanali                  | 2 (normal i vibrato)                                  |
| Zvučnik                 | 2 x 12", otpora 4Ω, model Jensen C12N ili Oxford 12T6 |
| Ispravljač              | solid state                                           |

Model Twin Reverb ima ugrađena dva neovisna kanala: normal i vibrato, koji se kontroliraju s crnim zaobljenim potovima označenih vrijednosti od 1. – 10.
 Normal kanal ima mogućnost odabira dva ulaza. Svjetliji ulaz će se naglasiti ako na skali od 1. – 10. pot za kontrolu glasnoće ima nižu vrijednost od 6., tada bi se automatski i kompenzirao gubitak svjetline. Ostali potovi za kontrolu su: visoki, srednji i bas ton.

Vibrato kanal radi na principu tako što umnožava svoje, uz funkcije normal kanala. Dodatno još usvaja pridodane funkcije: reverba, brzine i kontrole intenziteta. 
Dizajnersko rješenje vibrata (tremolo) efekta na Fenderovim pojačalima glazbenici smatraju kvalitetnim majstorskim uratkom.

Efekt reverb dizajniran je tako da ga proizvode koordinirani rad cijevi i transformatora (proizvod Accutronics ili Hammond tvrtke). Zbog kvalitetnije kontrole tona efekta Vibrato i Reverb cijevi 7025 zamijenjene su 12AX7 modelom.
  
Vizualnim pregledom modela na stražnjoj ploči uočava se osigurač snage 2,5A, pribor za spajanje pojačala na mrežni napon, i prekidač za uključivanje/isključivanje pojačala. Osim toga, postoje i dva izlazna priključka za zvučnike, i priključak za nožnu papučicu pomoću koje se aktivira/deaktivira efekt učinak reverb i vibrato.

## Silverface
Model Fender Twin Reverb Silverface proizvodio se od 1967. – 1981. godine. Od prethodnih blackface modela osim po izgledu dizajna kontrolne ploče, razlikuju se i po snazi modela pojačala. Za usporedbu, standardni blackface model snage je 65W, a takav model pojačala u silverface verziji proizveden između 1968. i 1976. godine polučio 100W.  Da bi 1977. godine Fender dizajnirao i ugradio takav sklop koji će Reverbu omogućiti respektabilnih 135W izlazne snage. Twin Reverb u svim silverface verzijama zadržao je prepoznatljiv (brušeni aluminij) izgled kontrolne ploče, a uz model predviđena je i podna papučica pomoću koje gitarista kontrolira funkcije i učinak efekta reverb i vibrato. Od 1973. godine (i nadalje), na svim Fender silverface dvokanalnim modelima pojačala zajednički pot za glasnoću oba kanala postao je ugradbena praksa.

## Twin Reverb II
Model Fender Twin Reverb II proizvodio se od 1982. – 1986. godine, i bio je dostupan u kombinaciji kao "half stack" model (glava i kabinet kao zasebne jedinice), ili kao kombo model s 2 x 12" zvučnicima. Model pojačala je dizajniran (bez tradicionalne vibrato jedinice) i proizveden s ciljem da bude dostojan odgovor sve popularnijim Mesa/Boogie modelima pojačala. Iako svojim izgledom Twin Reverb II podsjeća na eru blackface modela, ova serija modela dizajnom se ipak od njih uveliko razlikuje. Novi elektronički sklop za cijelu seriju ovih modela Fenderovih pojačala dizajnirao je poznati dizajner i konstruktor Paul Rivera, koji je već sa skromnim 60W-im Fender Concertom, i sličnim modelima u tom rasponu, postigao odličnu prodaju. Model Twin Reverb II nastavio je tu tradiciju te postao tražen, i cijenjen proizvod, kod mnogih glazbenika i kolekcionara.

## "Red Knob" Twin
Model "Red Knob" Twin (ili "Evil Twin") je kombo gitarsko cijevno pojačala koje je Fender proizvodio od 1987. – 1994. godine. Nasljednik je modela Twin Reverb II. Model Red Knob Twin je prepoznatljiv po specifičnim crvenim potovima na kontrolnoj ploči, a zbog mogućnosti priključenja dodatnih efekata, i zvučnika (s odabirom impedancije), pomoću Low-z/XLR izlaza prezentira maksimalnu svestranost pri sviranju u živo na pozornici, ili za rad u glazbenom studiju. U težnji ka tom cilju 1987. godine u model je ugrađen i prkidač, koji glazbeniku pruža odabir razine izlazne snage od 25., ili 100W. Dostupan je bio u srbrno-sivoj boji s crnom zaštitnom prednjicom kabineta, u koji su ugrađeni 2 x 12" zvučnici.

## Twin Reverb '65. - reizdanje
Fender je 1992. godine predstavio reizdanje poznatog cijevnog gitarskog Twin Reverb '65 modela pojačala. Ovaj model kao i izvornik ima ugrađenu nožicu sa strane kabineta pojačala neophodnu za određivanje željenog nagiba pojačala, i dodatak dvokanalnu podnu papučicu pomoću koje aktivira/deaktivira, odnosno kontrolira učinak reverb i vibrato efekta. Model je predstavljen u Blackface verziji sa srebrnom zaštitnom mrežicom na prednjici zvučnika.
| Karakteristike        | Karakteristike       |
| --------------------- | -------------------- |
| Godina proizvodnje    | 1992. - danas        |
| Elektronički krug     | 021-7300-000         |
| Cijevi u pojačalu     | 4 x 5881             |
| Cijevi u pretpojačalu | 12AX7                |
| Dostupan              | kombo                |
| Efektivna snaga       | 85W                  |
| Efekti                | reverb, vibrato      |
| Kanali                | 2 (normal i vibrato) |
| Zvučnik               | 2 x 12", otpora 4Ω   |
| Ispravljač            | solid state          |

## Vanjske poveznice
- Fender Twin - naputak  Arhivirana inačica izvorne stranice od 27. veljače 2012. (Wayback Machine)
- Fender Twin pojačalo
- [neaktivna poveznica]